# Cephalotes carabicus
Espèce
Cephalotes carabicus est une espèce éteinte de fourmis arboricoles du genre Cephalotes, caractérisée par une tête surdimensionnée et plate ainsi que des pattes plus plates et plus larges que leurs cousines terrestres. Cette espèce a été découverte dans l'ambre dominicain, daté du Miocène inférieur.
Les fourmis du genre Cephalotes ont la capacité de se « parachuter » en guidant leur chute libre d'un arbre avec leurs membres,. Elles peuvent ainsi se déplacer d'un arbre à un autre dans une forêt. 